# Handa (Aichi)
Handa (Japans: 半田市, Handa-shi) is een havenstad in de prefectuur Aichi in Japan. De oppervlakte van de stad is 47,24 km² en midden 2009 had de stad circa 118.500 inwoners.

## Geschiedenis
Op 1 oktober 1937 werd een stad (shi) na samenvoeging van de gemeentes Handa (半田町, Handa-chō), Kamezaki (亀崎町, Kamezaki) en Narawa (成岩町, Narawa-chō).
Twee grote aardbevingen, een orkaan en een overstroming hebben Handa getroffen sinds het een stad werd.

## Economie
Een belangrijke tak van industrie in Handa is de scheepsbouw.
Daarnaast is Handa een handelscentrum met haven.

## Verkeer
Handa ligt aan de Taketoyo-lijn van de Central Japan Railway Company, de Kōwa-lijn van de Nagoya Spoorwegmaatschappij (Meitetsu) en de Handa-lijn van de Kinuura Rinkai Spoorweg (衣浦臨海鉄道, Kinuura Rinkai Tetsudō).
Handa ligt aan de autowegen 247 en 366.

## Stedenbanden
Handa heeft een stedenband met
- Midland (Michigan), Amerika, sinds 5 juni 1981. In Handa is een fabriek van Dow Chemical gevestigd; in Midland staat het hoofdkantoor.
- Port Macquarie, Australië, sinds 14 april 1990.
- Xuzhou, China, sinds 27 mei 1993.

## Aangrenzende steden
- Takahama
- Tokoname
- Hekinan

## Geboren in Handa
- Nankichi Niimi (新美 南吉, Niimi Nankichi) , auteur
- Satoru Akahori (あかほり さとる, Akahori Satoru), auteur en mangaka
- Atsushi Harada (原田篤, Harada Atsushi), acteur